# ボレスワフ・ポボジュヌィ
ボレスワフ・ポボジュヌィ（Bolesław Pobożny、1221/7年 - 1279年4月14日）は、ヴィエルコポルスカ公。ヴワディスワフ・オドニツの次男、母はポメレリア公ムシチュイ1世の娘ヤドヴィガ。敬虔公（Pobożny）と呼ばれた。

## 生涯
兄のプシェミスウ1世と共にヴィエルコポルスカの諸地域（カリシュ、ポズナン、グニェズノ）を統治し、1257年に兄が死ぬとヴィエルコポルスカを単独で統治した。1264年8月16日、ボレスワフはヴィエルコポルスカのユダヤ人に対して、カリシュの法令と呼ばれる諸権利を与えた。これはユダヤ人に対して与えられた最初の成文法による保護条例で、ユダヤ人社会における司法権の自立、金融業と商業の自由を保障していた。1795年にポーランドでユダヤ人に対して与えられた特権は、ボレスワフが与えたこの時の特権をかなりの程度参考にしている。
1279年死去。息子が無かったため、甥のプシェミスウ2世がヴィエルコポルスカを継承した。

## 子女
1257年、ハンガリー王ベーラ4世の娘ヨレンタと結婚し、間に3人の娘をもうけた。ヨレンタは1827年、ローマ・カトリック教会に列福されている。
1. エルジュビェタ（1263年 - 1304年9月28日） - レグニツァ公ヘンリク5世と結婚
2. ヤドヴィガ（1266年 - 1339年12月10日） - ポーランド王ヴワディスワフ1世と結婚
3. アンナ（1278年 - ?） - グニェズノの修道女